# Drepanopterula zanoni
Drepanopterula zanoni är en fjärilsart som beskrevs av Turati 1919. Drepanopterula zanoni ingår i släktet Drepanopterula och familjen mätare. Inga underarter finns listade i Catalogue of Life.